# 团圆系统
中华人民共和国公安部儿童失踪信息紧急发布平台“团圆系统”是中华人民共和国公安部为了帮助失踪儿童而于2016年5月建设的一套系统，可以简称为团圆系统，具有权威性和快速性。阿里巴巴集团安全部向团圆系统提供技术支持。

## 背景
一些人在对儿童实施不法侵害时，会选择现场附近没有视频、监控人员比较稀少的地方，给侦查破案带来很大难度。过去公安机关会采取发布寻人启事，但这种张贴方式效率不高和过于滞后。为了快速拯救失踪儿童，因此诞生了团圆系统。团圆系统会通过大数据技术来帮助寻找失踪儿童。

## 功效
团圆系统以失踪地为中心，通过25个移动应用和新媒体向一定范围内的群众推送失踪儿童信息。截至到2021年3月，“团圆系统”共发布了4722条儿童失踪信息，找回率达到98.1%。

## 反响
2016年5月15日，《中国青年报》发文称中国青年报社会调查中心在对2001人进行的一项在线调查显示，59.8%的受访者认为此举打通了民众参与打拐的官方渠道，58.3%的受访者表示能推动打拐工作的信息化管理，56.9%的受访者认为这是“互联网+打拐”的有益探索，49.7%的受访者感觉会真正提高寻人效率，32.1%的受访者认为提高了对拐卖行为的震慑力。但是也有61.4%的受访者认为应该完善团圆系统的信息甄别和发布标准。

## 接入平台
- 滴滴打车[5]
- 中央人民广播电台国家应急广播中心
- 腾讯新闻
- 钱盾
- 宝宝知道
- 易到
- OFO
- 宝宝树[6]
- 新浪微博
- 高德地图
- 支付宝
- 手机淘宝
- 一点资讯
- 今日头条
- 百度地图
- 百度搜索
- 腾讯QQ
- 360手机卫士
- 滴滴出行
- UC浏览器
- UC头条
- YunOS操作系统[7]